# Anthony Eden
Sir Robert Anthony Eden, conte di Avon (Durham, 12 giugno 1897 – Salisbury, 14 gennaio 1977), è stato un politico, militare e nobile britannico. Più volte ministro, fu in particolare ministro degli esteri del governo Churchill durante la seconda guerra mondiale, e fu primo ministro dal 1955 al 1957.
Ostile alle potenze nazifasciste, nel 1938 diede le dimissioni dalla carica di ministro degli esteri in polemica con la politica di appeasement propugnata dal primo ministro Neville Chamberlain. Nel governo di unità nazionale guidato da Winston Churchill collaborò strettamente con il primo ministro nei rapporti con le altre due grandi potenze della Grande Alleanza. Dopo la seconda guerra mondiale, divenne ancora segretario agli esteri e quindi primo ministro nel 1955, ma dovette dimettersi due anni dopo a causa del fallimento britannico nella crisi di Suez del 1956.

## Biografia

### Giovinezza e studi

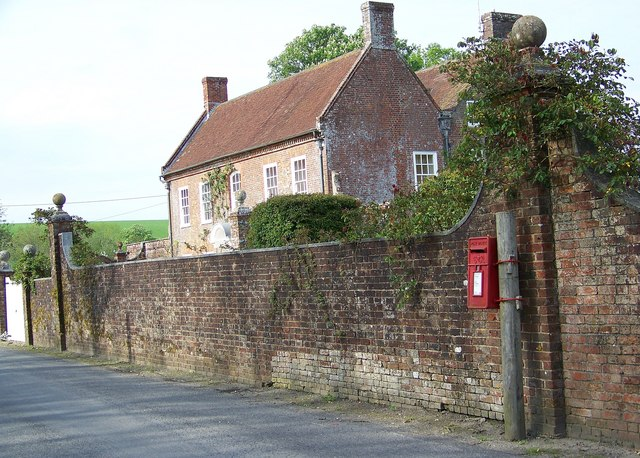
La casa di nascita di Eden

Eden proveniva da una nobile e agiata famiglia della parte più tradizionalista del Regno Unito. Studiò a Eton ed Oxford, diplomandosi in arabo e persiano. A diciott'anni partì volontario nella prima guerra mondiale, combattendo sia sul fronte occidentale che sul fronte italiano. Fu ferito e decorato, ma perse due fratelli. Alla fine del conflitto fu promosso a capitano.

### Carriera politica
Fu eletto deputato conservatore alla Camera dei comuni nel 1923 nel collegio di Warwick and Leamington. Dal 1926 al 1929 fu collaboratore del ministro agli affari esteri Austen Chamberlain e le sue doti diplomatiche lo proiettarono nel 1931, alla carica di sottosegretario di Stato agli affari esteri, carica che mantenne fino al 1933.
L'anno successivo divenne ministro per la Società delle Nazioni. Nel 1933 venne nominato Lord del sigillo privato, entrò nel gabinetto di Stanley Baldwin quale ministro delegato per la Società delle Nazioni. Tra il 29 ed il 30 marzo 1935 fu in visita di Stato a Mosca, dove presso il Cremlino incontrò personalmente Stalin, assieme a Molotov e Litvinov, al fine di vagliare le possibilità di un'alleanza con l'Unione Sovietica in chiave anti-hitleriana.

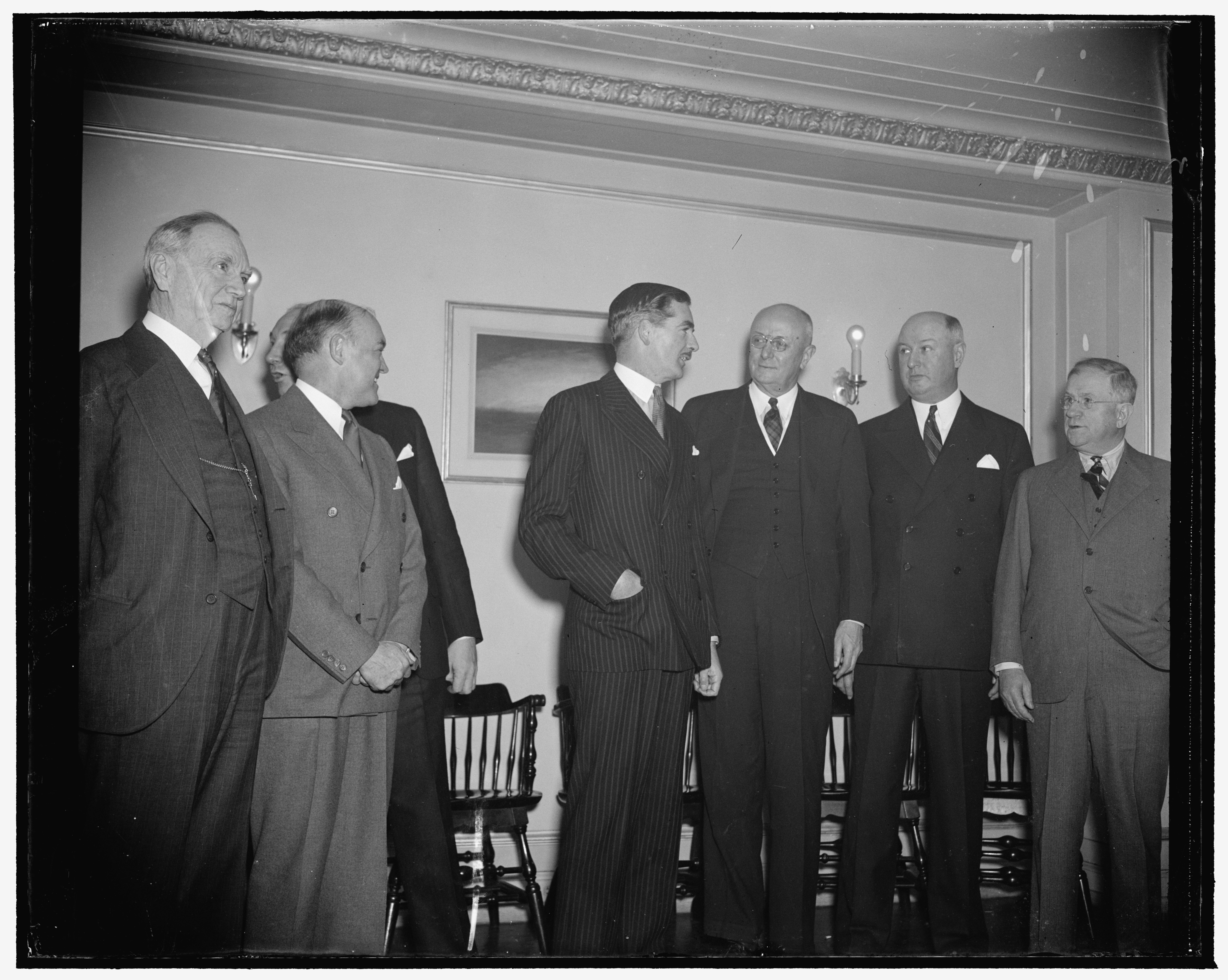
Eden con i membri del Gabinetto degli Stati Uniti d'America nel 1938

Divenne ministro degli esteri nel 1935, sotto il governo di Neville Chamberlain, allorché Samuel Hoare si dimise dopo il fallimento dei negoziati con l'Italia per evitare l'invasione dell'Etiopia. Eden mostrò sempre intransigenza e chiusura verso i regimi dittatoriali, sia quello italiano sia quello tedesco, criticando aspramente la politica di indulgenza verso Hitler e Benito Mussolini. Con il fallimento delle sanzioni all'Italia all'epoca della guerra nel Corno d'Africa contro l'Etiopia, Eden si dimise nel febbraio 1938, in aperto contrasto con la debolezza del primo ministro Chamberlain.

### Seconda guerra mondiale
Eden tornò al governo poco dopo lo scoppio della seconda guerra mondiale, nel settembre 1939, quale segretario ai dominions nell'ultimo rimpasto del gabinetto Chamberlain. Con la salita al potere di Churchill, Eden divenne ministro dei 'dominion' nel gabinetto di guerra e poi ministro della guerra nel maggio del 1940. Nello stesso anno divenne ministro per gli affari esteri, carica che mantenne fino al 1945 contribuendo a saldare l'amicizia e la collaborazione tra Gran Bretagna e Stati Uniti.

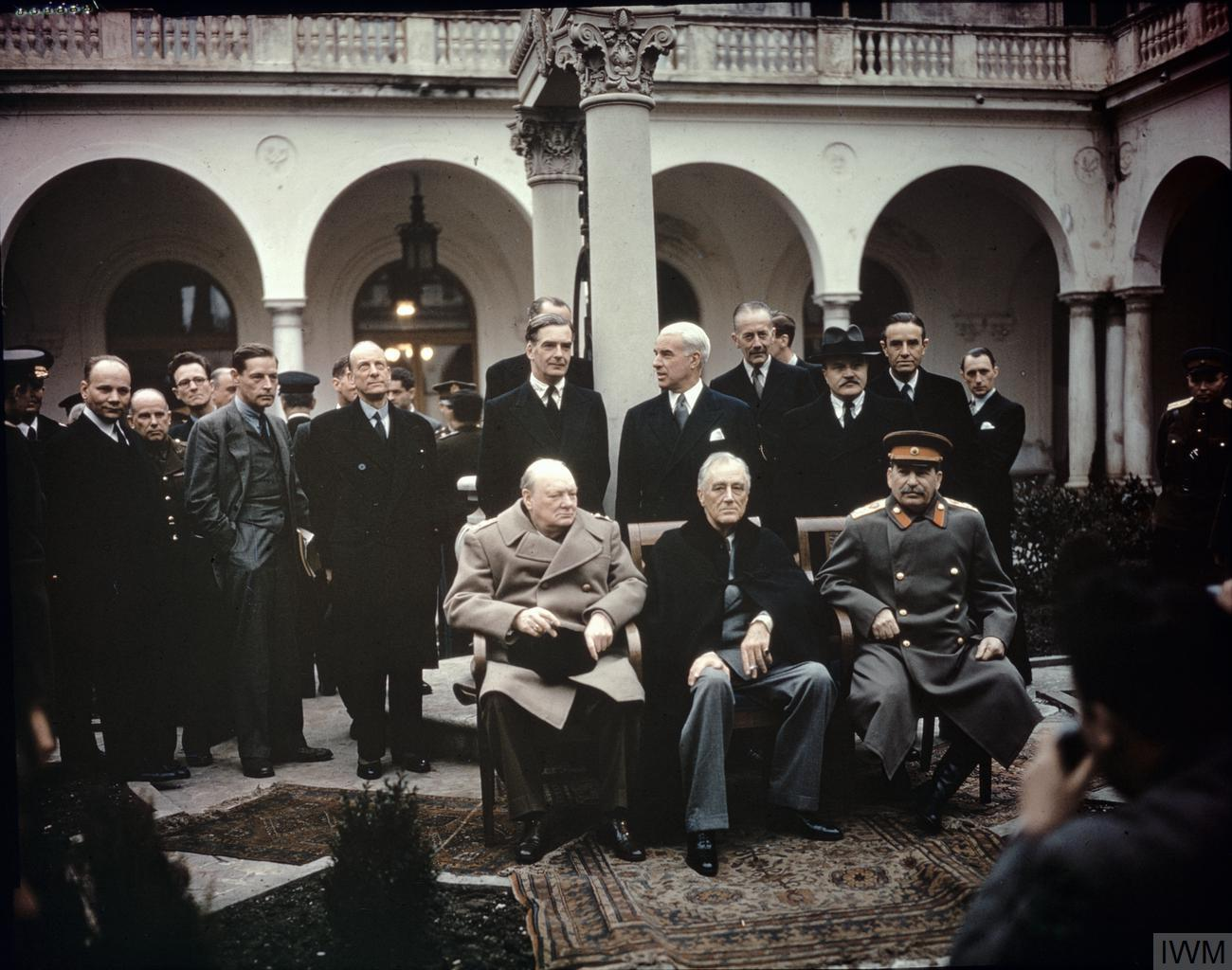
Anthony fotografato alla conferenza di Yalta nel febbraio del 1945 con Churchill, Franklin Delano Roosevelt e Stalin

Eden guidò il Foreign Office nel biennio che vide crollare le ultime speranze di pace, tra la guerra di Spagna ed il riarmo tedesco. Sostenitore dei principi societari della sicurezza collettiva, si oppose alla politica di conciliazione nei confronti di Adolf Hitler e Mussolini intuendo le mire di Iosif Stalin sul continente. Fu tuttavia accanto a Churchill che Eden gestì per cinque anni la diplomazia di guerra. Uniti nella vittoria bellica, lo furono subito dopo nella sconfitta politica, allorché nel 1945, le prime elezioni politiche del dopoguerra mandarono al potere, a sorpresa, i laburisti di Clement Attlee.

### Dopoguerra
Churchill prese parte attiva ai lavori preparatori del Consiglio d'Europa e dell'assemblea di Strasburgo, sensibile, in apparenza, alle argomentazioni della corrente europeista, guidata da suo genero Duncan Sandys, da Boothby, da Macmillan e da Julian Amery. Alla conferenza del partito dell'ottobre 1949 emerse l'opposizione della maggioranza dei delegati ad ogni ipotesi di federalismo che implicasse una rinuncia od un'attenuazione della sovranità. Fu Eden a presentare, d'accordo con Churchill, una mozione che impegnava il partito, una volta tornato al governo, ad entrare nei negoziati relativi al piano Schuman, ribadendo, più in generale, la necessità per il Regno Unito di prendere parte al processo di unità europea, accanto a francesi e tedeschi. Churchill accettò di mettere l'Europa al terzo posto nella piattaforma di partito, dopo il Commonwealth e la comunità dei popoli anglosassoni, ossia le relazioni con gli Stati Uniti.
Con la vittoria dei conservatori alle elezioni del 1951, tornò alla guida del Paese il duo Churchill-Eden nell'autunno 1951. Dopo il rifiuto del parlamento francese di ratificare il trattato istitutivo della Comunità europea di difesa (CED) nell'agosto 1954, Eden propose la convocazione di una riunione dei paesi firmatari del trattato di Bruxelles con Stati Uniti e Canada per esaminare altre modalità che consentissero di rafforzare il dispositivo di sicurezza collettivo europeo. L'iniziativa condusse alla modifica del trattato di Bruxelles, che divenne, alla ministeriale di Parigi dell'ottobre 1954, il trattato dell'Unione europea occidentale (UEO), entrando in vigore l'anno successivo, con sede a Londra. In tal modo, gli inglesi avevano ottenuto di formalizzare il carattere intergovernativo della difesa europea, sganciandola da qualsiasi legame con il processo di integrazione comunitaria. Il rifiuto da parte di Eden di ogni prospettiva federalista fu esplicito nella campagna elettorale del 1955.

### Primo ministro
Eden era comunemente ritenuto l'erede di Churchill, e l'infarto che colpì quest'ultimo, nell'aprile 1955, anticipò il passaggio di consegne. Ma il pubblico non sapeva che anche Eden aveva già subito, in riserbo, tre debilitanti interventi chirurgici. Il candidato più forte nel partito era il cancelliere dello Scacchiere, Rab Butler, e la nomina di Eden fu sponsorizzata da Harold Macmillan per sbarrare il passo a Butler.

#### Crisi di Suez
Il 29 ottobre 1956, le tensioni in Egitto sfociarono nell'invasione della penisola del Sinai da parte delle truppe israeliane, dopo aver varcato il confine con l'Egitto. Nei giorni successivi l'Egitto subisce bombardamenti da parte di aerei inglesi e lo sbarco sulle sue coste di un contingente anglo-francese. È la fase più drammatica della crisi di Suez. La crisi nasce da conflitti per il controllo del canale di Suez, che dal 1869 collega Mar Mediterraneo e Mar Rosso. Il canale è un passaggio fondamentale per molti commerci, in particolare per quelli petroliferi. Di proprietà di una società anglo-francese, è presidiato dall'Inghilterra, che assicura il libero accesso a tutte le navi non militari. Dalla fine della seconda guerra mondiale, l'Egitto reclama la gestione del canale e tale richiesta si fa più pressante con l'avvento alla presidenza di Nasser. Il 26 luglio 1956, Nasser annuncia la nazionalizzazione del canale. È l'inizio della crisi di Suez.
La decisione di Nasser fu dovuta alla necessità di raccogliere, attraverso i pedaggi alle navi, fondi per la costruzione di una diga lungo il Nilo, ad Assuan. Ma il gesto fu anche una dimostrazione della volontà egiziana di affrancarsi dal controllo europeo. La nazionalizzazione provoca il malcontento di Francia ed Inghilterra, che non vogliono perdere la proprietà del canale, e di Israele, a cui l'Egitto vieta l'utilizzo del passaggio per via di uno scontro che oppone i due paesi da quasi un decennio. Dopo mesi di pressioni diplomatiche, Inghilterra, Francia ed Israele decidono di intervenire militarmente. A partire dal 29 ottobre 1956, nell'arco di pochi giorni gli israeliani prendono possesso della penisola del Sinai, mentre truppe anglo-francesi arrivano a presidiare il canale di Suez. Nasser si difende facendo affondare quaranta navi egiziane all'interno del canale, che resta inutilizzabile per mesi. Stati Uniti ed Unione Sovietica, le due superpotenze mondiali, si oppongono con fermezza all'invasione e dalle Nazioni Unite giunge alle truppe straniere la richiesta di ritiro immediato. Le pressioni internazionali hanno successo: l'Inghilterra cede per prima, seguita da Francia ed Israele. Dopo una breve gestione dell'ONU, nel dicembre 1956 il canale passa sotto il pieno controllo egiziano, con la garanzia del libero accesso per tutte le nazioni, esclusa Israele.
Il canale viene riaperto nel marzo 1957. La crisi di Suez evidenzia il declino di Francia ed Inghilterra come potenze coloniali e conferma Stati Uniti ed Unione Sovietica come arbitri della politica internazionale. Il conflitto mostra inoltre la forza militare di Israele, che ha piegato agevolmente le difese egiziane. Ma la crisi di Suez è una vittoria soprattutto per il presidente Nasser e per tutti i Paesi arabi, non più relegati al ruolo di colonie ma attivi sullo scenario internazionale.
Eden guidò il governo per meno di due anni, fino ai primi del 1957, allorché l'esito rovinoso della crisi di Suez, che, trent'anni dopo, Margaret Thatcher ricorderà come la lezione politica più importante per la sua generazione, lo costrinse a lasciare il posto ad Harold Macmillan ed a ritirarsi dalla vita politica.

### Dimissioni e ritiro dalla vita politica
Trascorse gli ultimi vent'anni in orgoglioso ritiro, pubblicando quattro volumi di memorie, che non riscossero in genere molto credito tra gli storici.
Eden diede il meglio di sé accanto a capi dalla personalità più carismatica della sua: Austen Chamberlain, Baldwin e soprattutto Churchill, caratterialmente ed umanamente il suo opposto e che non esitò ad umiliarlo più volte anche in pubblico. Non fu invece in grado di trasformarsi in leader quando giunse l'occasione tanto attesa. Anche le sue dimissioni nel 1938, comunemente ritenute la sua “ora più bella”, servirono a Churchill ed ai suoi fedelissimi, come Robert Boothby e Leo Amery, per preparare la caduta di Chamberlain: Eden, soprannominato the glamour boy, “il bel ragazzo”, era solo una pedina del loro gioco. Ma pur sapendo in cuor suo di non possedere le qualità adatte, rincorse il potere proprio per dimostrare che non era solo un “eterno secondo”. Gli mancava una base nel partito ed ignorava quasi tutto in politica interna, dall'economia alle grandi questioni sociali dell'Inghilterra postbellica. Eppure, paradossalmente, cadde proprio sul terreno in cui poteva vantare un'impareggiabile esperienza, quello della politica estera.
È un paradosso solo apparente. Nato e cresciuto nell'era in cui tramontava il concerto delle grandi potenze, Eden lo rimpianse per tutta la vita. Come molti uomini della sua generazione, nel 1914 aveva subito il trauma delle trincee: in una lettera scritta alla madre dal fronte scrisse che bisognava mettere al muro il “guerrafondaio” Churchill, allora primo lord dell'ammiragliato. Ma, a differenza di altri reduci, non fu in grado di comprendere che il “mondo di ieri” era veramente finito e che era vano sperare di ricostruirlo. La sua difesa, negli anni trenta, di uno strumento ormai impotente di fronte al nazifascismo ed al bolscevismo come la Società delle Nazioni, era ispirata al bisogno di ritrovare un equilibrio basato sul sistema di checks and balances, in italiano, separazione dei poteri. La guerra lo convinse che la guida del mondo libero stava passando dal Regno Unito agli Stati Uniti, cosa che lo fece soffrire più del realista e "mezzo-americano" Churchill. Ma non fu in grado di intuire il carattere anticolonialista e democratico-egualitario della politica americana, fino a trovarsi impigliato nella trappola di Suez e nell'assurda sfida ad americani e sovietici.

### Ultimi anni e morte
Nel 1961 fu insignito dalla regina Elisabetta del titolo ereditario di Conte di Avon. Una delle sue ultime apparizioni pubbliche fu quando, visibilmente sofferente, prese parte alle esequie di Churchill, nel 1965. Sir Anthony Eden morì ad Alvediston, vicino a Salisbury, nel Wiltshire, nel 1977.
La vita di Eden conobbe grandi successi iniziali, una battagliera maturità ed un malinconico declino. Fascino, prestanza fisica e stile ne fecero la perfetta incarnazione del diplomatico e del gentleman, guadagnandogli l'invidiosa antipatia dei “colleghi” Joachim von Ribbentrop, Ciano e Serrano Suňer. In realtà, quello di Eden era un carattere complesso ed irrisolto. La sua immagine levigata celava un temperamento solitario, frigido, insicuro, dalla repressa ma forte emotività, fino al crollo psicofisico avvenuto al momento della crisi di Suez. Fu anche molto provato sul piano degli affetti: suo figlio primogenito morì in guerra, nei cieli della Birmania nel 1945. Attraversò poi una dolorosa crisi coniugale, dalla quale uscì sposando in seconde nozze nel 1952 una nipote di Churchill.
Eden fu membro della massoneria.

## Omaggi
- Anthony Eden è uno dei personaggi "autentici" legati alla diplomazia, nominati, con la narrazione di vari aneddoti, nel libro Kaputt di Curzio Malaparte.